# NGC 3605
NGC 3605 је елиптична галаксија у сазвежђу Лав која се налази на NGC листи објеката дубоког неба.
Деклинација објекта је + 18° 1' 3" а ректасцензија 11h 16m 46,6s. Привидна величина (магнитуда) објекта NGC 3605 износи 12,1 а фотографска магнитуда 13,1. Налази се на удаљености од 22,240 милиона парсека од Сунца. NGC 3605 је још познат и под ознакама UGC 6295, MCG 3-29-19, CGCG 96-19, PGC 34415.